# Musikjahr 1772
Liste der Musikjahre

◄◄ | ◄ | 1768 | 1769 | 1770 | 1771 | Musikjahr 1772 | 1773 | 1774 | 1775 | 1776 | ► | ►►

Weitere Ereignisse
Dieser Artikel behandelt das Musikjahr 1772.

## Ereignisse
- 02. Januar: Die Beerdigung von Sigismund III. Christoph von Schrattenbach, Erzbischof von Salzburg, ist Anlass für die Uraufführung von Michael Haydns Missa pro defunctis Archiepiscopo Sigismundo.
- 13. März: Florian Leopold Gassmann wird Nachfolger von Georg Reutter dem Jüngeren als Hofkapellmeister am Hofe von Kaiser Joseph II. in Wien.
- 05. Juni: Der österreichische Komponist und Violinvirtuose Johann Carl Ditters wird von Kaiserin Maria Theresia geadelt.
- 00. August: Der neue Fürsterzbischof von Salzburg, Hieronymus Franz Josef von Colloredo, ernennt Wolfgang Amadeus Mozart zum besoldeten Konzertmeister der Salzburger Hofkapelle. Mozart versucht weiterhin dem engen Reglement des Salzburger Dienstes zu entkommen und startet am 24. Oktober zusammen mit seinem Vater seine dritte Italienreise, die bis zum 13. März 1773 dauern wird.
- Carl Stamitz ist Hofkomponist des Herzogs Louis de Noailles in Versailles.
- Ignaz Pleyel wird Schüler von Joseph Haydn.

### Opern und andere Bühnenwerke
- 29. Januar: Am Burgtheater in Wien feiert die Oper La fiera di Venezia von Antonio Salieri auf einen Text von Giovanni Gastone Boccherini bei ihrer Uraufführung einen großen Erfolg. Es folgen zunächst zahlreiche weitere Inszenierungen an verschiedenen deutschen Bühnen, dann wird das Werk in diversen Übersetzungen und Bearbeitungen auch im Ausland gespielt.
- 01. Mai: Aus Anlass der Inthronisation des Fürsterzbischofs von Salzburg verfasst Pietro Metastasio das Werk Il sogno di Scipione, das von Wolfgang Amadeus Mozart vertont wird.Vermutlich wird bei der Inthronisation jedoch nur ein Teil der Oper uraufgeführt.
- 17. August: Die Uraufführung der komischen Oper Der Krieg von Johann Adam Hiller findet in Berlin statt.

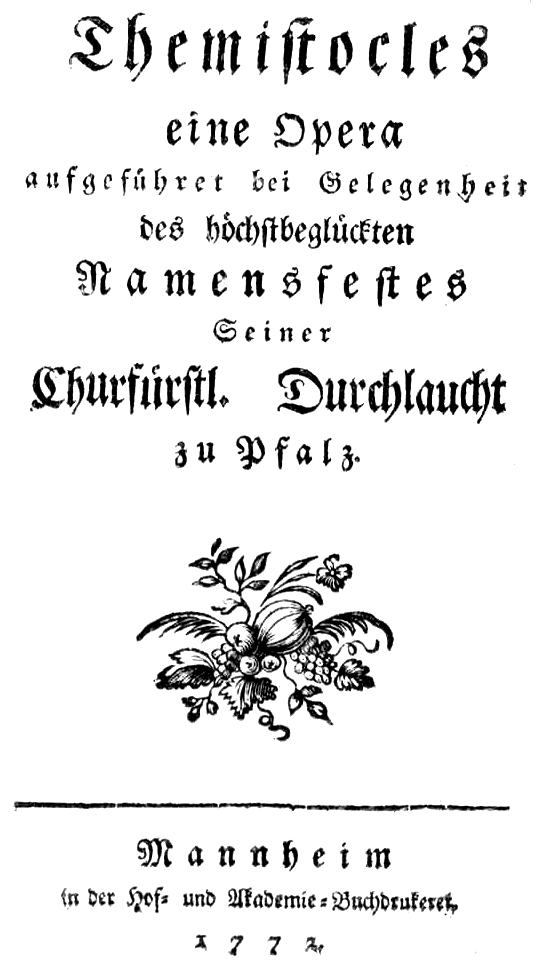
Libretto von Bachs Temistocle

- 05. November: Die Uraufführung der Oper Temistocle von Johann Christian Bach auf das Libretto von Pietro Metastasio erfolgt am Hoftheater in Mannheim.
- 11. November: Die Oper Antigona von Tommaso Traetta auf das Libretto von Marco Coltellini, basierend auf der Tragödie Antigone von Sophokles, wird am Kaiserlichen Theater in St. Petersburg uraufgeführt. Caterina Gabrielli singt die Titelrolle und ihre Schwester Francesca Gabrielli der Partie der Ismene.
- 26. Dezember: In Mailand wird im Beisein von Wolfgang Amadeus Mozart dessen Oper Lucio Silla uraufgeführt.
- Die Opera seria Alessandro nell’Indie von Pasquale Anfossi auf das Libretto von Pietro Metastasio hat ihre Uraufführung in Rom.

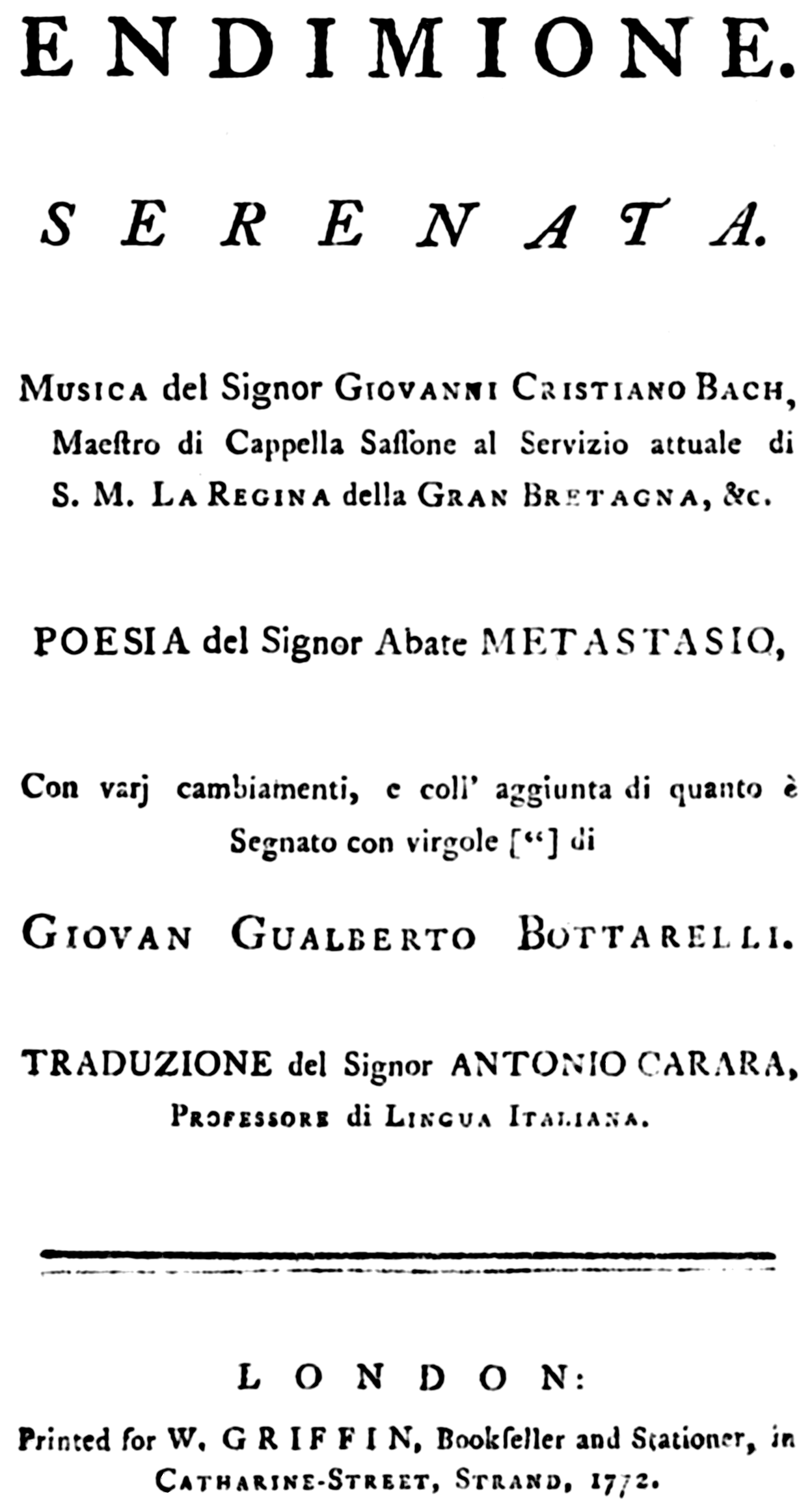
Titelseite der Serenata Endimione von Johann Christian Bach

- Am King’s Theatre am Haymarket in London hat die Serenata Endimione von Johann Christian Bach auf das Libretto von Pietro Metastasio ihre Uraufführung.

### Kirchenmusik
- 19. März: Das Oratorium La Betulia liberata von Florian Leopold Gassmann wird als erste Aufführung der Tonkünstler-Sozietät uraufgeführt.
- Giovanni Paisiello – Requiem (in Erinnerung an Gennara di Borbone)

### Orchestermusik
- Johann Christian Bach – Symphonia concertante G-Dur
- Christian Cannabich – Sinfonie Nr. 50 d-Moll
- Joseph Haydn
  - Sinfonie Nr. 45 fis-Moll „Abschiedssinfonie“
  - Sinfonie Nr. 46 H-Dur
  - Sinfonie Nr. 47 G-Dur „Das Palindrom“
- Wolfgang Amadeus Mozart
  - Divertimento D-Dur (KV 131)
  - Divertimento D-Dur (KV 136/125 a) – „Salzburger Sinfonie Nr. 1“
  - Divertimento B-Dur (KV 137/125 b) – „Salzburger Sinfonie Nr. 2“
  - Divertimento F-Dur (KV 138/125 c) – „Salzburger Sinfonie Nr. 3“

### Kammermusik
- Luigi Boccherini
  - 6 Quintetti op. 13 (G. 277–282), für 2 Violinen, Viola, 2 Violoncelli
  - 6 Streichtrios op. 14 (G. 419–424), für Violine, Viola, Cello
  - 6 Quartettini op. 15 (G. 177–182), für 2 Violinen, Viola, Violoncello[1]
- Joseph Haydn – Streichquartette op. 20 „Sonnenquartette“
- Andrea Lucchesi – 6 Sonaten für Cembalo und Violine op. 1

### Populärmusik
- Rev. William Leeves und Lady Anne Barnard – Auld Robin Gray

## Geboren

### Geburtsdatum gesichert
- 22. Februar: Josef Lipavský, tschechischer Komponist († 1810)
- 03. März: Bartolomeo Bortolazzi, italienischer Komponist, Musikpädagoge sowie Gitarren- und Mandolinenvirtuose († 1846)
- 27. März: Giovanni Liverati, italienischer Komponist, Sänger und Dirigent († 1846)
- 30. März: Johann Wilhelm Wilms, deutsch-niederländischer Komponist († 1847)
- 07. Juni: Anton von Eulenstein, österreichischer Komponist, Violinist und Beamter († 1821)
- 11. Juli: Pietro Carlo Guglielmi, italienischer Komponist († 1817)
- 15. Juli: Lucile Grétry, französische Komponistin († 1790)
- 06. September: Carl Gottlieb Bellmann, deutscher Musiker († 1862)
- 27. September: Antonio Casimir Cartellieri, deutscher Komponist († 1807)
- 10. November: Johann Nepomuk Kaňka junior, böhmischer Jurist und Komponist († 1865)

### Genaues Geburtsdatum unbekannt
- Johann Michael Gottlob Böhme, deutscher Orgelbauer († 1850)
- Jacint Boada i Casanoves, katalanischer Chormeister, Organist, Komponist und Mönch († 1859)
- Cyrill Demian, österreichischer Orgel- und Klavierbauer († 1847)
- Giacomo Monzino, italienischer Gitarrist und Komponist († 1854)
- Giuseppe Mosca, italienischer Opernkomponist († 1839)

### Geboren um 1772
- Caterina Alessandra, italienische Komponistin († unbekannt)

## Gestorben

### Todesdatum gesichert
- 04. Januar: Giuseppe Zonca, italienischer Komponist (* 1715)
- 10. März: Martin Schmid, Schweizer Jesuitenmissionar, Musiker und Baumeister (* 1694)

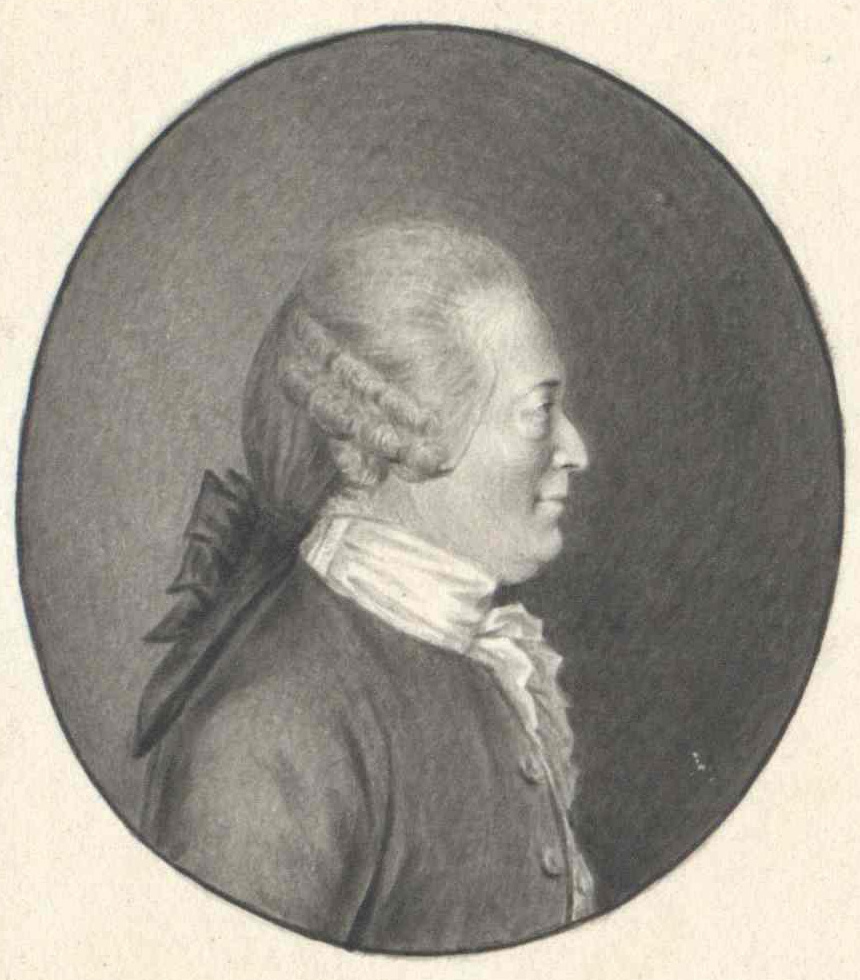
Georg Reutter der Jüngere; * 11. März

- 11. März: Georg Reutter der Jüngere, österreichischer Komponist (* 1708)
- 25. März: Alexander Holzhay, deutscher Orgelbauer (* 1722)
- 19. April: Johann Peter Kellner, deutscher Komponist (* 1705)
- 01. Juni: Matthias Jeßwagner, österreichischer Orgelbauer (* 1714)

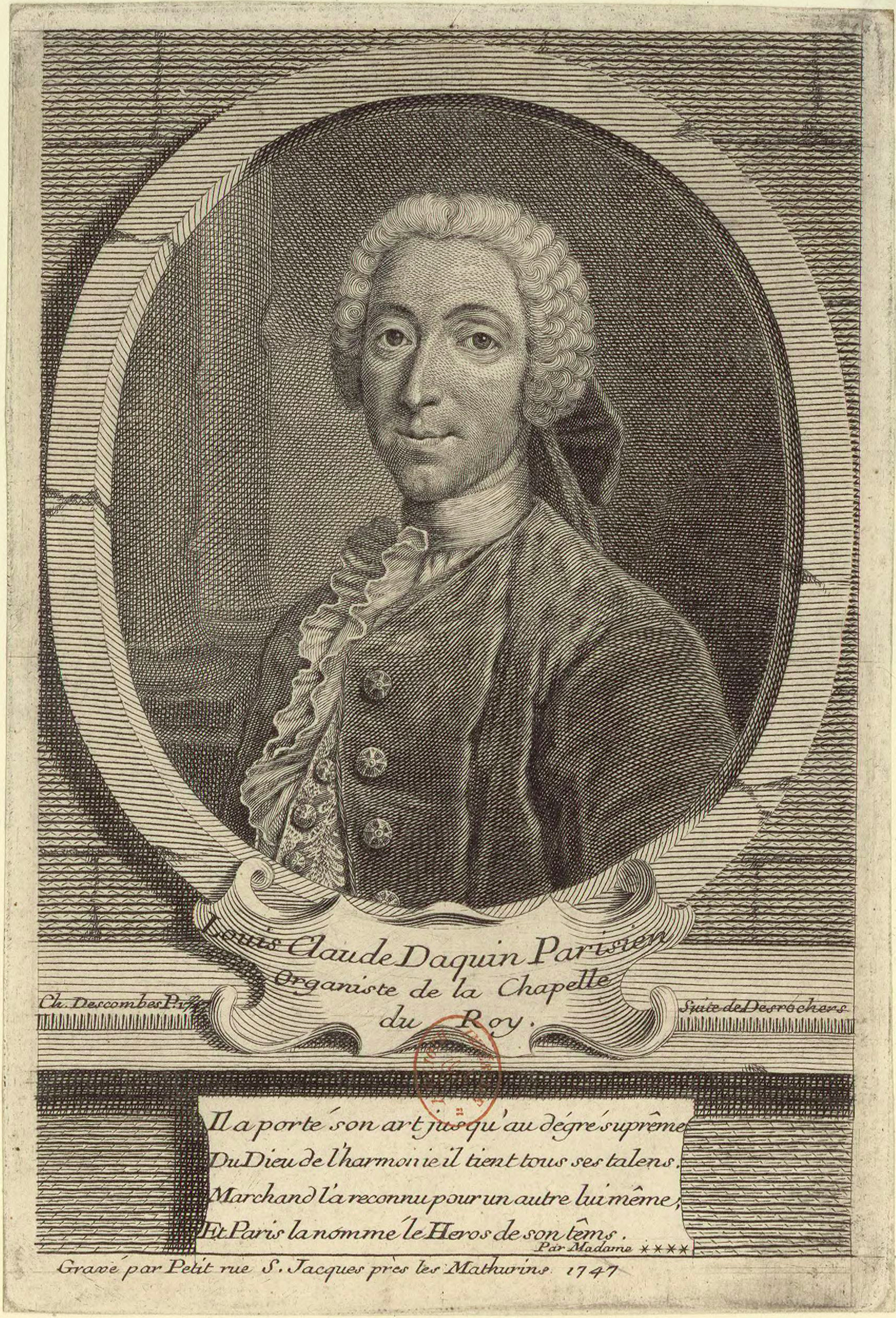
Louis-Claude Daquin; * 15. Juni

- 15. Juni: Louis-Claude Daquin, französischer Komponist (* 1694)
- 00. Juni: Raphael Courteville, englischer Sänger, Organist und Komponist (* 1675 oder 1676)
- 21. August: Alessandro Felici, italienischer Komponist, Organist und Cembalist (* 1742)
- 21. August: Wilhelm Adolf Paulli, deutscher Librettist und Schriftsteller (* 1719)
- 15. September: Ludwig Christian Hesse, deutscher Komponist und Gambist (* 1716)
- 08. Oktober: Jean Cassanéa de Mondonville, französischer Violinvirtuose und Komponist (* 1711)
- 28. Oktober: Christoph Ludwig Fehre, deutscher Komponist und Organist (* 1718)
- 08. November: Georg Ernst Stahl der Jüngere, Mediziner und Hofrat (* 1713)
- 16. November: Johannes Schmidlin, Schweizer Pfarrer, Komponist und Chorleiter (* 1722)
- 01. Dezember: Jean-Antoine Bérard, französischer Opernsänger, Gesangslehrer in Paris (* 1710)
- 12. Dezember: Johann Gottfried Seyfert, deutscher Komponist (* 1731)

### Genaues Todesdatum unbekannt
- Giovanni Stefano Carbonelli, italienischer Violinist und Komponist (* um 1690)
- Panna Cinka, ungarische Violinistin (* 1711)
- Johann Christoph Meinel, deutscher Orgelbauer
- Johann Patroclus Möller, westfälischer Orgelbaumeister (* 1698)